# ペレコープ＝チョーンガル作戦
ペレコープ＝チョーンガル作戦（ペラコープチョーンガルさくせん、ロシア語: Перекопско-Чонгарская операция）は、ロシア内戦の最終局面において赤軍が実施した軍事作戦である。1920年11月7日から17日にかけて、ミハイル・フルンゼ将軍率いる南部戦線によって実施された。この作戦の結果、クリミア半島に立て籠もっていたピョートル・ヴラーンゲリ将軍率いるロシア軍が撃破され、白軍は最終的な敗北を喫することとなった。赤軍も甚大な被害を受け、その死者数は20万に達したとされる。この作戦による赤軍のクリミア半島占領をもって、ソ連ならびにロシア連邦の歴史学では、3年にわたって続いたロシア内戦の公式な終了日とされている。

## 概要
ウクライナ本土とクリミア半島を繋ぐペレコープ地峡とその脇に複雑な地形を以って囲われたシヴァーシュ湾はクリミア半島への重要な通過地点であり、半島を最後の拠点として立て籠もる白軍にとってはこのラインの防衛がまさに生命線となっていた。赤軍は、要塞化されたペレコープ地峡やシヴァーシュ湾を突破し、一挙にクリミア半島を占領することを計画、この作戦がペレコープ＝チョーンガル作戦の名で知られるロシア内戦最後の大規模攻勢であった。
ペレコープへの襲撃では、数千の赤軍兵士が戦死した。
この作戦の結果、赤軍はクリミア半島を掌握し、この地にソヴィエト権力が確立された。敗れた白軍は亡命を余儀なくされ、祖国に留まることを決意した人々は赤軍からの厳しい弾圧による過酷な運命を覚悟しなければならなかった。